# الحجوف (المسيمير)

تعديل مصدري - تعديل

الحجوف هي إحدى قرى عزلة المسيمير بمديرية المسيمير التابعة لمحافظة لحج، بلغ تعداد سكانها 103 نسمة حسب تعداد اليمن لعام 2004.